# Štefánikova ulica (Košice)
De Štefánikova ulica is een straat in de Slowaakse stad Košice, gelegen in de oude binnenstad Staré Mesto.

## Topografie
Het tracé van de Štefánikova ulica begint in het zuiden aan de Protifašistických bojovnikov, passeert vervolgens langs het stadspark en de Kunsthal, en eindigt in het noorden aan de Masarikova en de Gorkého.
De straat is betrekkelijk lang (830 meter) en bestaat grotendeels uit twee niveaus:
- eensdeels een niveau ter hoogte van de begane grond, waar een voetpad en een rustige weg ligt, en waar er woningen zijn zoals onder meer Jakab's paleis en de staatswoningen;
- anderdeels een in de diepte uitgegraven niveau voor doorgaand verkeer. Deze diepte is op drie plaatsen overbrugd. De bruggen laten de voetgangers toe zich kruisingvrij van de oude binnenstad te begeven in de richting van het stadspark en het stationsplein waar het openbaar vervoer geconcentreerd is.

## Zijstraten
Mlynská, Podtatranského, Stará baštová, Vodná, Rumanova, Kmeťova en Kasárenské námestie.

## Benaming

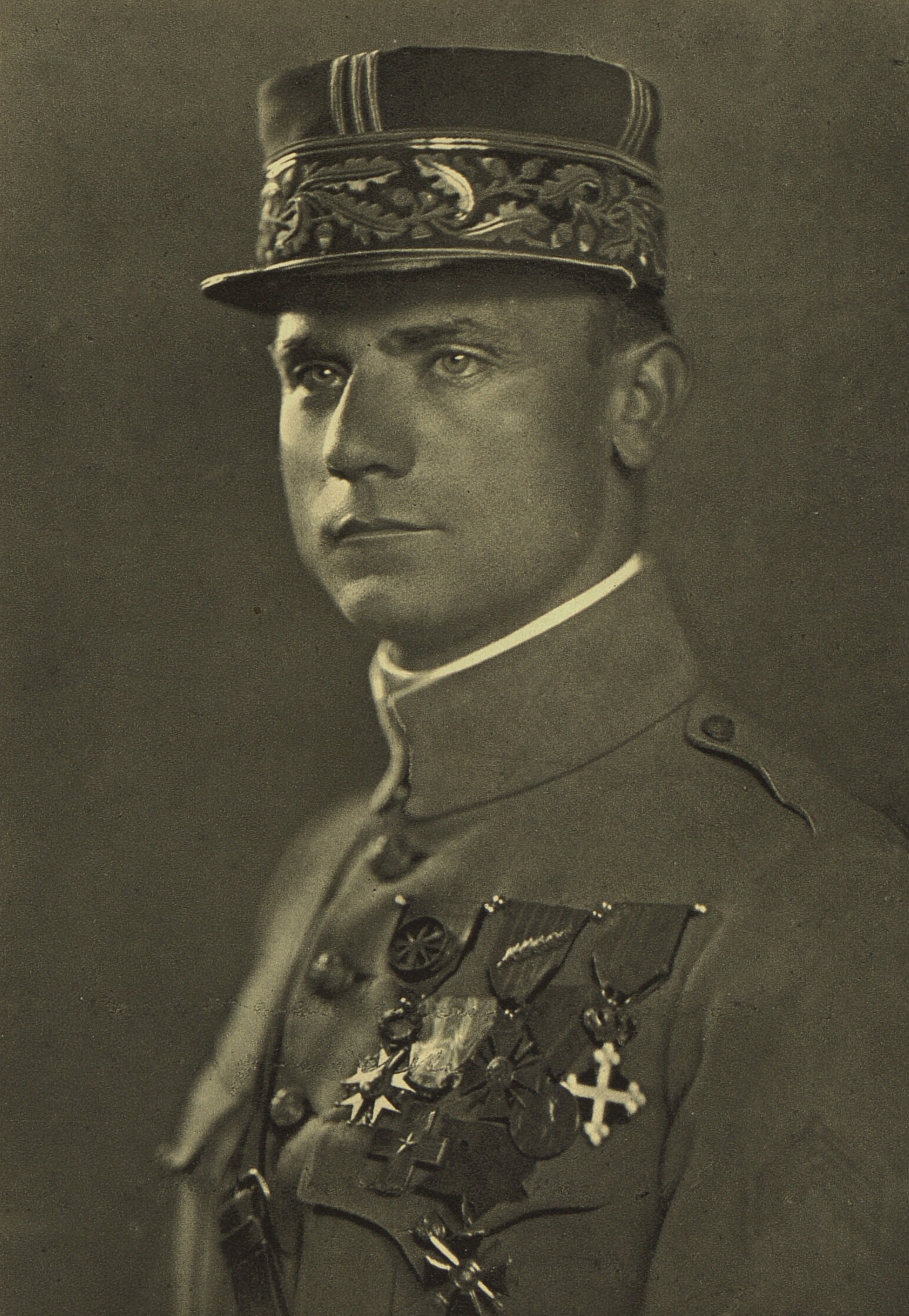
Generaal
Štefánik

In de loop van de tijd veranderde de straatnaam meermaals:
- Hernád sor (hu) , Hornádsky riadok (sk)  (vertaald: Loop van de Hornád),
- Múzeum utca (hu) , Múzejná ulica (sk)  (vertaald: Museumstraat),
- Rašínova ulica, naar Alois Rašín (°1867 - † 1923), Tsjecho-Slowaaks minister. Werd vermoord wegens zijn politiek.
- Ulica Viliama Širokého (sk) , naar Viliam Široký (°1902 - † 1971), eerste minister van Tsjecho-Slowakije van 1953 tot 1963.
- Ulica Klementa Gottwalda (sk) , Gottwaldova ulica (sk) , naar Klement Gottwald (°1896 - † 1953), Tsjecho-Slowaaks president van 1948 tot 1953.

Ten slotte werd de straat vernoemd naar generaal Milan Rastislav Štefánik (°1880 - † 1919) die bij het einde van de Eerste Wereldoorlog in Tsjecho-Slowakije minister van Oorlog was en overleed doordat zijn vliegtuig neerstortte.

## Illustraties

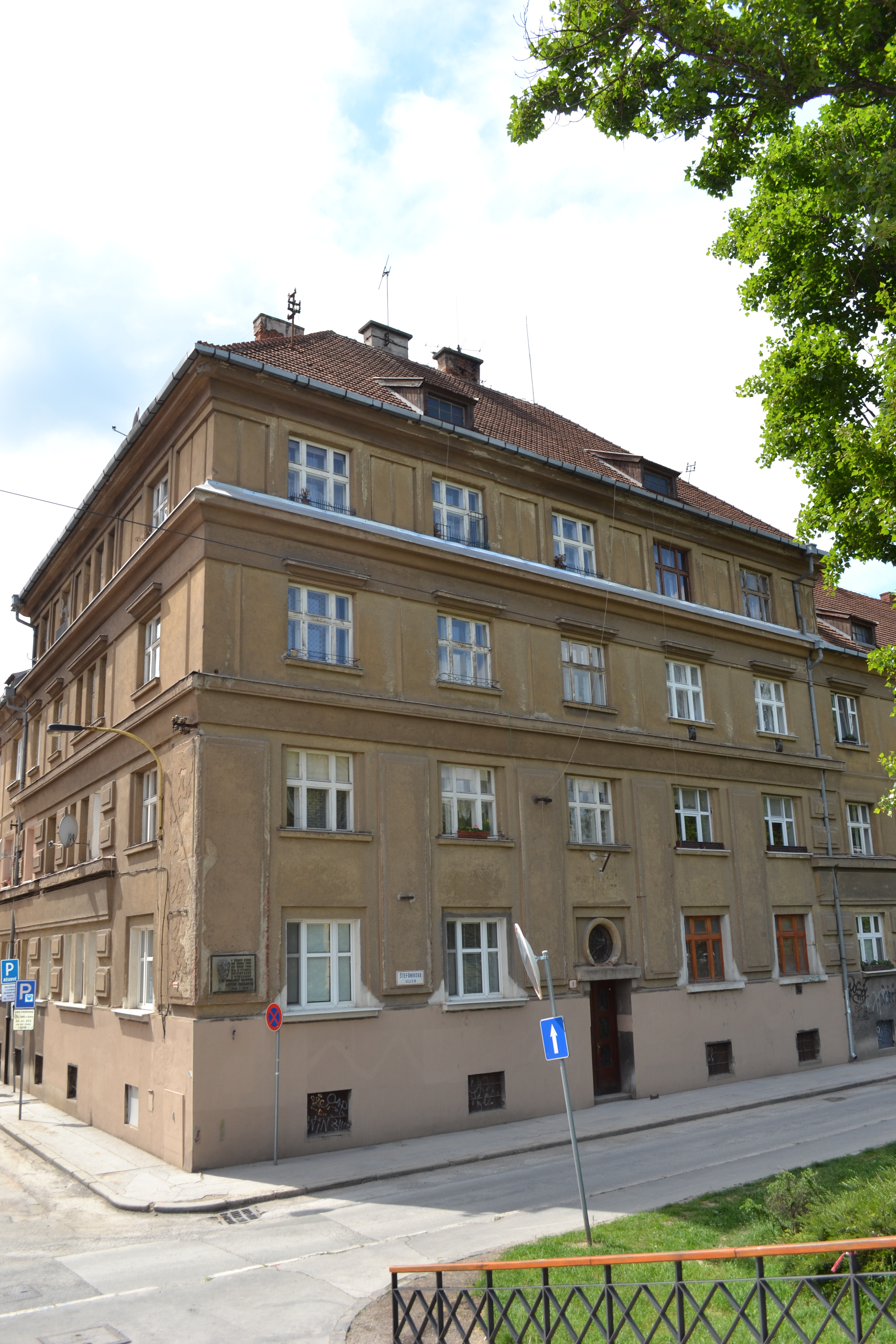
Štefánikova ulica nummer 8.
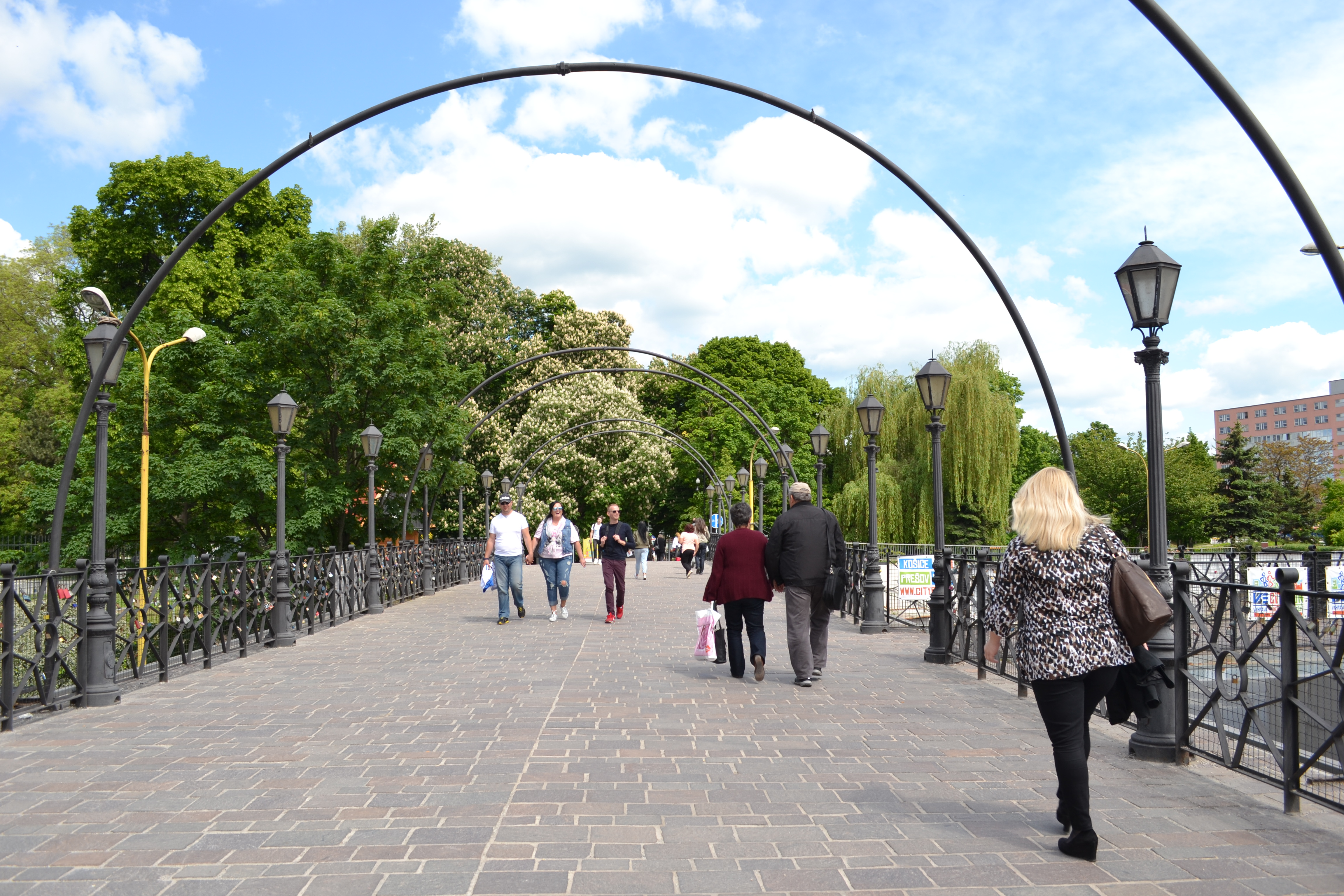
De "Liefdesbrug" overspant het lager gelegen deel van de "Štefánikova" en verbindt Staré Mesto met het stadspark.
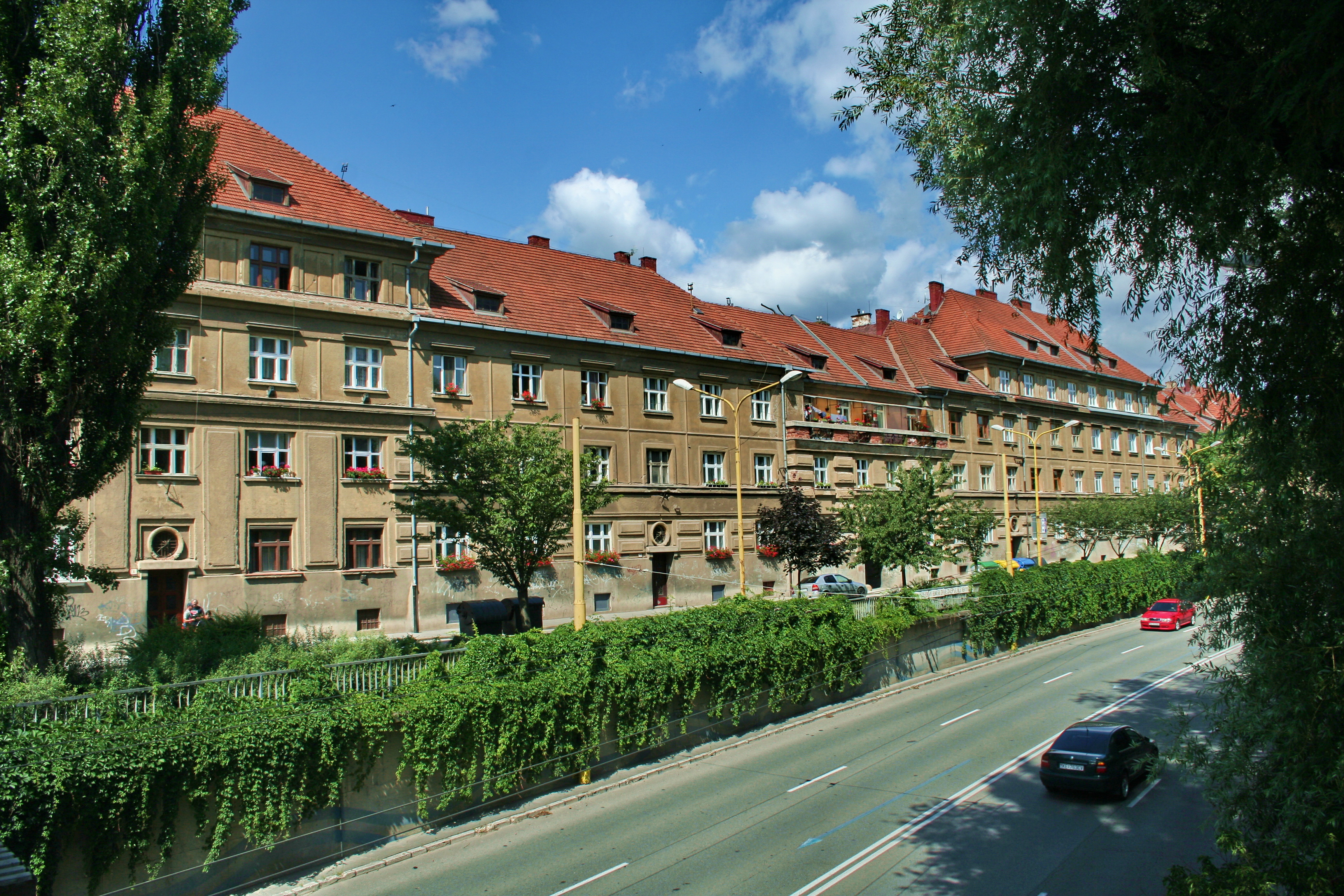
Op de achtergrond: de staatswoningen. Voorgrond: de rijweg op het lager gelegen niveau.
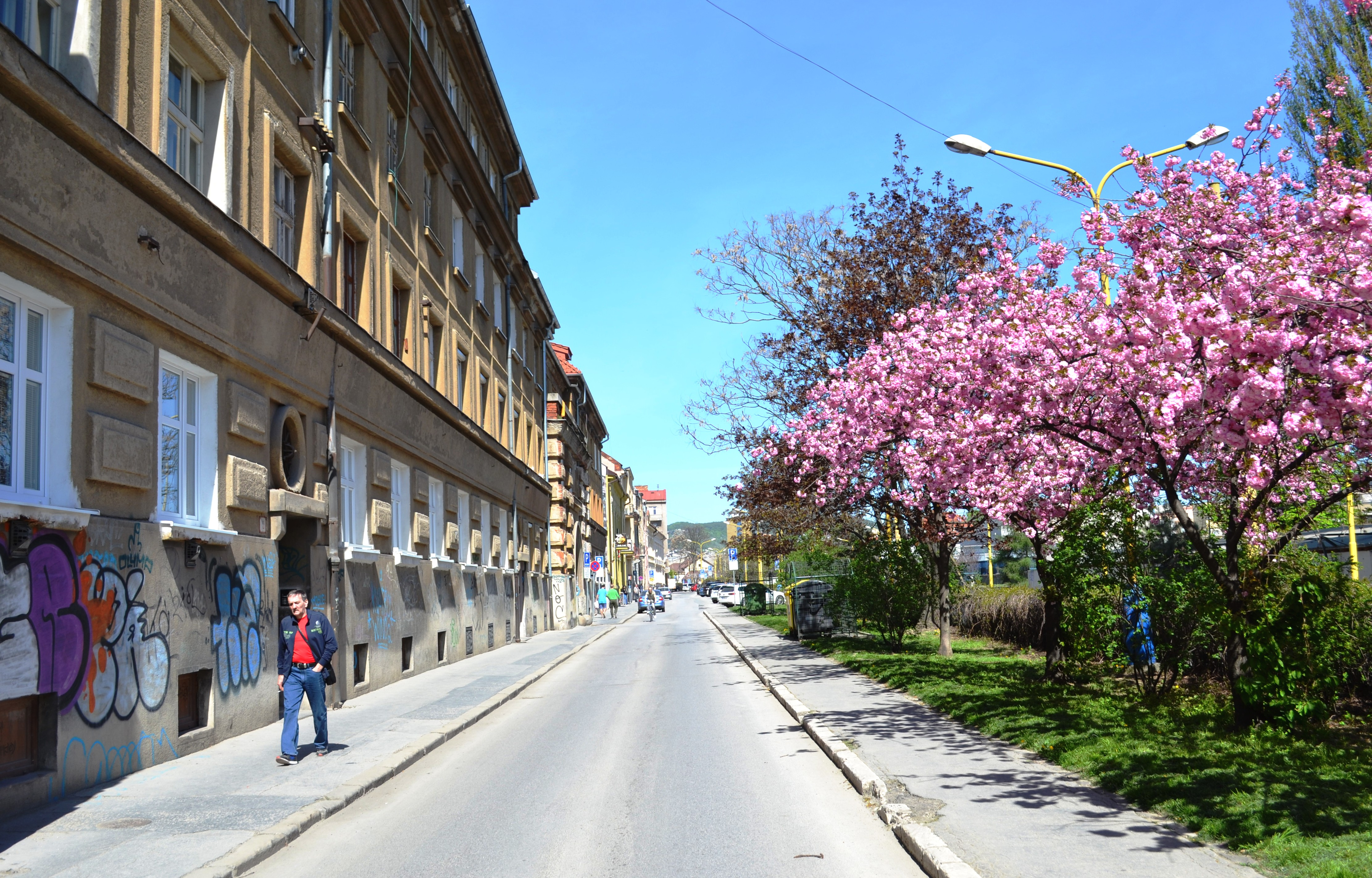
Štefánikova ulica nummers 12-14.
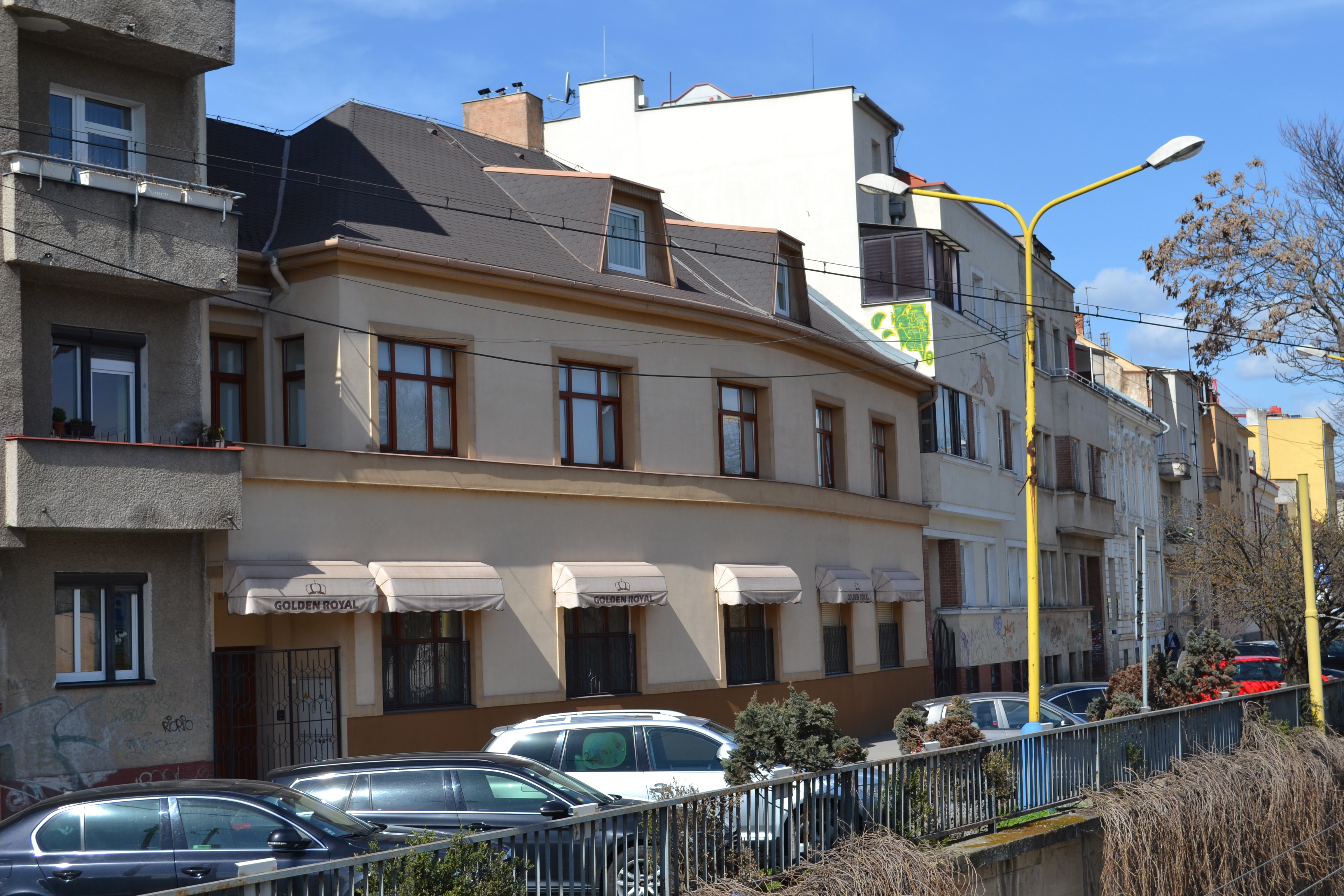
Štefánikova nummer 36. Achtergrond: bebouwd niveau. Voorgrond: afspanning ter beveiliging van het niveau in de diepte.
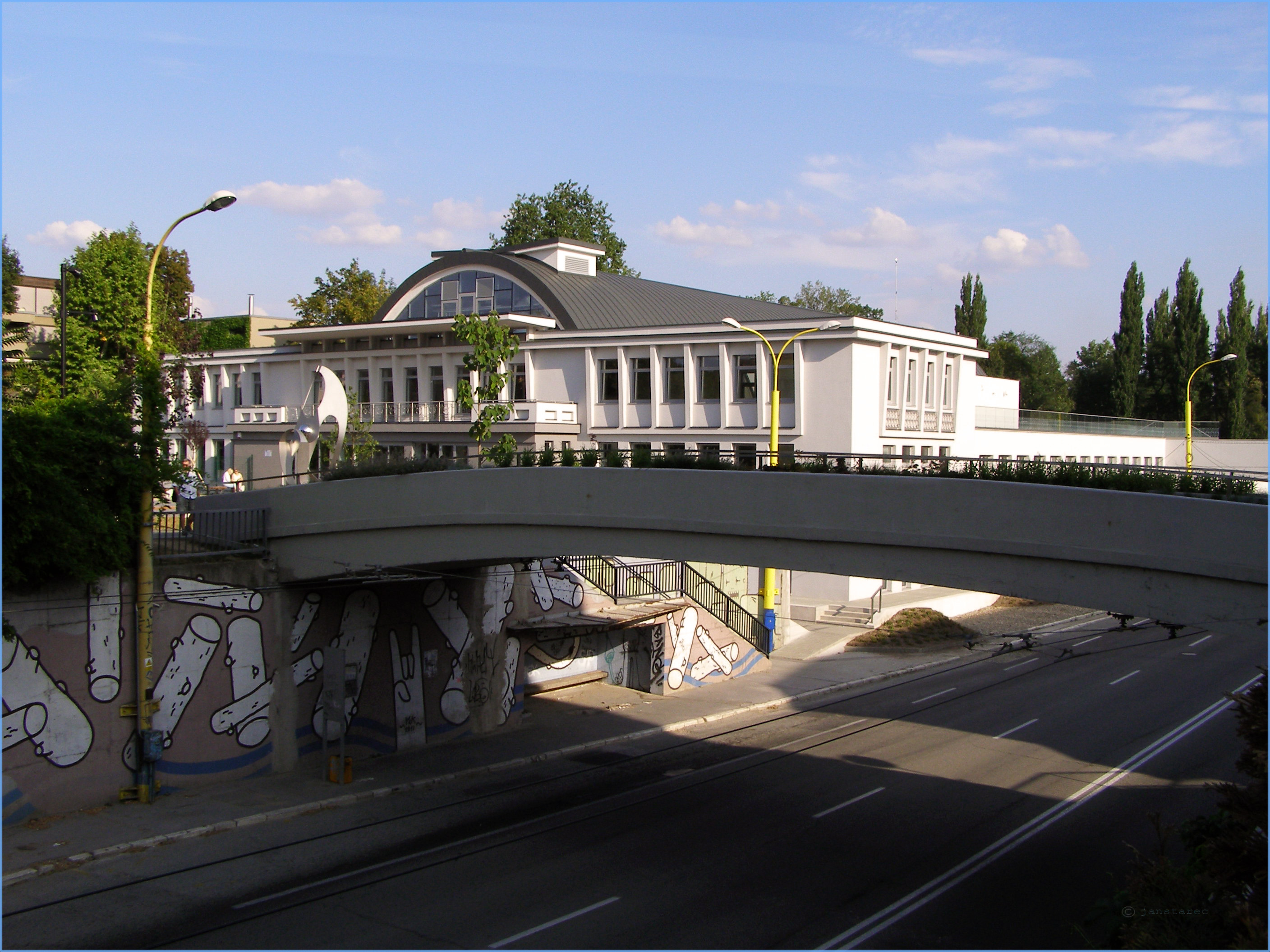
Ter hoogte van de kunsthal ligt een brug over het lager gelegen niveau.

## Externe koppeling
Landkaart - Mapa